# ثنائي الفينيل متعدد البروم

بنية تمثيلية لمركبات ثنائي الفينيل متعدد البروم

مركبات ثنائي الفينيل متعدد البروم (اختصاراً PBBs) هي مجموعة من مركبات البروم العضوية التي تعتمد في بنيتها الكيميائية على وجود نواة من ثنائي الفينيل متعدد الاستبدال بمجموعات بروميد.
كانت هذه المركبات واسعة الانتشار نظراً لاستخدامها التجاري في مجال تثبيط اللهب، بالإضافة إلى استخدامها على شكل ملدنات في صناعة اللدائن؛ إلا أنها منعت من الاستخدام اتباعاً لتوجيه الحد من المواد الخطرة، لأنها مركبات ذات استقرار كيميائي كبير، وغير متحللة حيوياً، لذللك تصنف ضمن الملوثات.

## التحضير
تحضر هذه المركبات من برومة ثنائي الفينيل بوجود كلوريد الألومنيوم حفازاً.